# 和泉雄三
和泉 雄三（いずみ ゆうぞう、1920年〈大正9年〉11月13日 - 2001年〈平成13年〉4月25日）は、日本の経済学者。専門は、港湾経済学・交通学。函館大学名誉教授・元函館大学学長。北海道出身。

## 略歴
- 第二高等学校 (旧制)卒業
- 東京帝国大学法学部政治学科入学後、1943年（昭和18年）に学徒出陣
- 1945年（昭和20年）日本海軍主計中尉として復員
- 1946年（昭和21年） 東京帝国大学法学部政治学科卒業後、北海道新聞社記者
- 1949年（昭和24年）北海道立労働科学研究所に入所し同主任研究員、研究課長、研究第一科長を歴任。
- 1962年（昭和37年）北海道立総合経済研究所（北海道庁研究機関）研究第二部労働経済課長
- 1965年（昭和40年）北海道立総合経済研究所（北海道庁研究機関）研究第三部長[2]
- 1967年（昭和42年）函館大学商学部教授
- 1983年（昭和58年）函館大学学長
- 1986年（昭和61年）同学長退任
- 1987年（昭和62年）函館大学退職。青森中央短期大学非常勤講師（1988年まで）
- 1989年（平成元年）東京農業大学生物産業学部教授（1996年まで）
- 1996年（平成8年）函館市史編纂委員

この他、青函連絡船を守る会会長も務めた（1981年から1988年まで）
- 2001年（平成13年）4月25日、急性肺炎のため死去[1]。

## 主著
- 『港湾行政』（成山堂書店、1973年）
- 『港湾政治経済学の理論体系』（成文堂、1989年）
- 『日本交通史通論 : 前近代』（函館大学北海道産業開発研究所、1997年）